# Зерцалов, Геннадий Иванович
Геннадий Иванович Зерцалов (26 мая 1940, с. Чебаки, Ширинский район, Хакасская автономная область, Красноярский край — 20 января 2021) — советский партийный, государственный и общественный деятель, первый секретарь Казанского горкома КПСС, председатель Казанского городского совета народных депутатов (1990—1991, депутат Верховного Совета Республики Татарстан одиннадцатого созыва.

## Биографиях
С 1958 года — рабочий завода п/я 32 (Восточный филиал № 2 ОКБ-1 ГКОТ). С 1959 по 1963-й проходил службу в Тихоокеанском флоте ВМФ.
В 1967—1968 годах работал старшим лаборантом кафедры философии КГУ, преподавателем истории в школе № 106.
В 1967-м году окончил Казанский государственный университет по специальности «история».
С 1968 года — на комсомольской работе. В 1968—1971 годах работал заместителемя заведующего отделом Казанского горкома ВЛКСМ.
С 1971 года — на партийной работе. В 1971—1977 годах — заведующий отделом Советского райкома КПСС г. Казани. В 1977—1985 годах — заведующий отделом Казанского горкома КПСС.
В 1985—1987 годах работал председателем Кировского исполкома райсовета Казани.
В 1987—1990 годах занимал должность первого секретаря Казанского горкома КПСС, а с 1990 по 1991 год — председателя Казанского городского Совета народных депутатов.
В 1991—1994 годах — заместитель директора ЖБИ-70 Главтатстроя.
С 1994 по 2015 годах работал управляющим делами ОАО «Татнефтехиминвест-холдинг».
Умер после продолжительной болезни.

## Награды
- Орден «Знак Почёта»
- Медаль ордена «За заслуги перед Отечеством» II степени
- Медаль ордена «За заслуги перед Республикой Татарстан»
- Медаль «За доблестный труд» (Татарстан)
- Медаль «В память 1000-летия Казани»
- Медаль «В ознаменование 100-летия со дня рождения Владимира Ильича Ленина»
- Медаль «В ознаменование добычи трехмиллиардной тонны нефти Татарстана»